# Championnat d'Islande de football 2016
Navigation
Pepsi-deild 2015 Pepsi-deild 2017
La saison 2016 de Pepsi-deild est la cent-cinquième édition de la première division de football d'Islande, qui constitue le premier échelon national islandais et oppose 12 clubs professionnels, à savoir les dix premiers de la saison 2015, ainsi que les deux premiers de la deuxième division islandaise de 2015. Le championnat débute le 1er mai 2016 et se clôt le 1er octobre 2016. Il comprend vingt-deux journées, les clubs s'affrontant deux fois en matches aller-retour.
C'est le tenant du titre, le FH Hafnarfjörður, qui est à nouveau sacré cette saison après avoir terminé en tête du classement final, avec quatre points d'avance sur le Stjarnan Gardabaer et cinq sur le KR Reykjavik. Il s'agit du huitième titre de champion d'islande de l'histoire du club.

## Clubs participants
| Club                     | Ville         | En Pepsi-deild depuis | Clt 2015    | Stade             | Capacité |
| ------------------------ | ------------- | --------------------- | ----------- | ----------------- | -------- |
| Breiðablik Kópavogur     | Kópavogur     | 2006                  | 2e          | Kópavogsvöllur    | 5 000    |
| FH Hafnarfjörður         | Hafnarfjörður | 2001                  | 1er         | Kaplakrikavöllur  | 6 000    |
| Fjölnir Reykjavik        | Reykjavik     | 2014                  | 6e          | Fjölnisvöllur     | 1 190    |
| Fylkir Reykjavik         | Reykjavik     | 2000                  | 8e          | Fylkisvöllur      | 4 000    |
| ÍA Akranes               | Akranes       | 2015                  | 7e          | Akranesvöllur     | 4 850    |
| Vikingur Ólafsvík        | Ólafsvík      | 2016                  | 1er 1.deild | Ólafsvíkurvöllur  | 1 130    |
| ÍB Vestmannaeyja         | Îles Vestmann | 2009                  | 10e         | Hásteinsvöllur    | 3 540    |
| Þróttur Reykjavik        | Reykjavik     | 2016                  | 2e 1. deild | Valbjarnarvöllur  | 2 500    |
| KR Reykjavik             | Reykjavik     | 1979                  | 3e          | KR-völlur         | 2 940    |
| Ungmennafélagið Stjarnan | Garðabær      | 2009                  | 4e          | Stjörnuvöllur     | 1 400    |
| Valur Reykjavik          | Reykjavik     | 2005                  | 5e          | Vodafonevöllurinn | 3 000    |
| Víkingur Reykjavik       | Reykjavik     | 2014                  | 9e          | Víkingsvöllur     | 1 450    |

|  | Tenant du titre et qualifié pour le 2e tour de qualification de la Ligue des Champions 2016-2017 |
|  | Qualifié pour le 1er tour de qualification de la Ligue Europa 2016-2017                          |
|  | Promu de 1. deild                                                                                |

## Compétition

### Règlement
La distribution des points se fait tel que suit :
- 3 points en cas de victoire
- 1 point en cas de match nul
- 0 point en cas de défaite

En cas d'égalité, les équipes sont départagées selon les critères suivants dans cet ordre :
- Différence de buts générale
- Nombre de buts marqués
- Fair-play

### Classement
| Rang | Équipe                   | Pts | J  | G  | N | P  | Bp | Bc | Diff |
| ---- | ------------------------ | --- | -- | -- | - | -- | -- | -- | ---- |
| 1    | FH HafnarfjörðurT        | 43  | 22 | 12 | 7 | 3  | 32 | 17 | +15  |
| 2    | Ungmennafélagið Stjarnan | 39  | 22 | 12 | 3 | 7  | 43 | 31 | +12  |
| 3    | KR Reykjavik             | 38  | 22 | 11 | 5 | 6  | 29 | 20 | +9   |
| 4    | Fjölnir Reykjavik        | 37  | 22 | 11 | 4 | 7  | 42 | 25 | +17  |
| 5    | Valur ReykjavikC         | 35  | 22 | 10 | 5 | 7  | 41 | 28 | +13  |
| 6    | Breiðablik Kópavogur     | 35  | 22 | 10 | 5 | 7  | 27 | 20 | +7   |
| 7    | Víkingur Reykjavik       | 32  | 22 | 9  | 5 | 8  | 29 | 32 | -3   |
| 8    | ÍA Akranes               | 31  | 22 | 10 | 1 | 11 | 28 | 33 | -5   |
| 9    | ÍB Vestmannaeyja         | 23  | 22 | 6  | 5 | 11 | 23 | 27 | -4   |
| 10   | Vikingur ÓlafsvíkP       | 21  | 22 | 5  | 6 | 11 | 23 | 38 | -15  |
| 11   | Fylkir Reykjavik         | 19  | 22 | 4  | 7 | 11 | 25 | 40 | -15  |
| 12   | Þróttur ReykjavikP       | 14  | 22 | 3  | 5 | 14 | 19 | 50 | -31  |

|  | Qualification pour le 2e tour préliminaire de la Ligue des champions de l'UEFA 2017-2018 |
|  | Qualification pour le 1er tour préliminaire de la Ligue Europa 2017-2018                 |
|  | Relégation directe en 1. deild                                                           |
|  | T : Tenant du titre C : Vainqueur de la Coupe d'Islande P : Promu de 1. deild            |

### Résultats
| Résultats (▼dom., ►ext.) | BRE | FH  | FJÖ | FYL | ÍA  | ÍBV | KR  | STJ | VAL | VÍK | VÓL | ÞRÓ |
| Breiðablik               |     | 0-1 | 0-3 | 1-1 | 0-1 | 1-1 | 1-0 | 2-1 | 0-0 | 1-0 | 1-2 | 2-0 |
| FH                       | 1-1 |     | 2-0 | 1-0 | 2-1 | 1-1 | 0-1 | 3-2 | 1-1 | 2-2 | 1-1 | 2-0 |
| Fjölnir                  | 0-3 | 0-1 |     | 1-1 | 4-0 | 2-0 | 3-1 | 0-1 | 2-2 | 2-1 | 5-1 | 2-0 |
| Fylkir                   | 1-2 | 2-3 | 2-2 |     | 0-3 | 0-3 | 1-4 | 1-2 | 2-2 | 1-0 | 2-1 | 2-2 |
| ÍA                       | 1-0 | 1-3 | 1-0 | 1-1 |     | 2-0 | 0-1 | 4-2 | 2-1 | 2-0 | 3-0 | 0-1 |
| ÍBV                      | 0-2 | 1-1 | 0-2 | 1-2 | 4-0 |     | 1-0 | 1-2 | 4-0 | 0-3 | 1-1 | 1-1 |
| KR                       | 1-1 | 1-0 | 3-2 | 3-0 | 1-2 | 2-0 |     | 1-1 | 2-1 | 0-0 | 0-0 | 2-1 |
| Stjarnan                 | 1-3 | 1-1 | 2-1 | 2-0 | 3-1 | 1-0 | 1-3 |     | 2-3 | 3-0 | 4-1 | 6-0 |
| Valur                    | 0-3 | 0-1 | 1-2 | 2-0 | 1-0 | 2-1 | 2-0 | 2-0 |     | 7-0 | 3-1 | 4-1 |
| Víkingur Reykjavík       | 3-1 | 1-0 | 1-2 | 2-2 | 3-2 | 2-1 | 1-0 | 1-2 | 2-2 |     | 2-0 | 2-0 |
| Víkingur Ólafsvík        | 0-2 | 0-2 | 2-2 | 1-0 | 3-0 | 0-1 | 0-1 | 2-3 | 2-1 | 1-1 |     | 3-2 |
| Þróttur Reykjavík        | 2-0 | 0-3 | 0-5 | 1-4 | 3-1 | 0-1 | 2-2 | 1-1 | 0-4 | 1-2 | 1-1 |     |

## Bilan de la saison
| Championnat d'Islande de football 2016                             |                             |
| Champion                                                           | FH Hafnarfjörður (8e titre) |
| Coupes et trophées                                                 |                             |
| Vainqueur de la Coupe d'Islande 2016                               | Valur Reykjavik             |
| Qualifications continentales                                       |                             |
| Ligue des champions de l'UEFA 2017-2018                            | FH Hafnarfjörður            |
| Ligue Europa 2017-2018                                             | Valur Reykjavik             |
| Ligue Europa 2017-2018                                             | Stjarnan Gardabaer          |
| Ligue Europa 2017-2018                                             | KR Reykjavik                |
| Promotions et relégations                                          |                             |
| Promus en Championnat d'Islande de football                        | UMF Grindavík               |
| Promus en Championnat d'Islande de football                        | KA Akureyri                 |
| Relégués en Championnat d'Islande de football de deuxième division | Fylkir Reykjavik            |
| Relégués en Championnat d'Islande de football de deuxième division | Þróttur Reykjavik           |